# Dame-Marie (Orne)
Dame-Marie è un comune francese di 173 abitanti situato nel dipartimento dell'Orne nella regione della Normandia.

## Società

### Evoluzione demografica
Abitanti censiti